# Семисотское сельское поселение
Семисотское сельское поселение (укр. Семисотське сільське поселення, крымскотат. Сув Агъар кой юрту, Suv Ağar köy yurtu) — муниципальное образование в Ленинском районе Республики Крым России, на западе Керченского полуострова, на Акмонайском перешейке.  Граничит с Кировским районом, на севере выходит в побережью Азовского моря и Сиваша. 
Административный центр — село Семисотка.

## Население
| 2001  | 2014  | 2015  | 2016  | 2017  | 2018  | 2019  |
| ----- | ----- | ----- | ----- | ----- | ----- | ----- |
| 2550  | ↘2169 | ↘2167 | ↘2131 | ↘2095 | ↗2101 | ↘2084 |
| 2020  | 2021  |       |       |       |       |       |
| ↘2071 | ↗2427 |       |       |       |       |       |

## Состав сельского поселения
| № | Населённый пункт | Тип населённого пункта       | Население |
| - | ---------------- | ---------------------------- | --------- |
| 1 | Семисотка        | село, административный центр | ↘1583     |
| 2 | Каменское        | село                         | ↘254      |
| 3 | Львово           | село                         | ↘5        |
| 4 | Петрово          | село                         | ↘61       |
| 5 | Соляное          | село                         | ↗92       |
| 6 | Фронтовое        | село                         | ↘174      |

## История
В советское время был образован Семисотский сельский совет.
Статус и границы Семисотского сельского поселения установлены Законом Республики Крым от 5 июня 2014 года № 15-ЗРК «Об установлении границ муниципальных образований и статусе муниципальных образований в Республике Крым».